# Филиппинистика
Филиппинистика, также филиппиноведение, филиппинология (от англ. Filipinology, тагальск. Pilipinolohista) — совокупность научных дисциплин, изучающих язык, историю, экономику, культуру, искусство, религию, философию, этнографию, памятники материальной и духовной культуры Филиппин. Специалисты, работающие в сфере филиппинистики, называются филиппини́стами.

## Филиппинистика в России
Значительный вклад в развитие филиппинистики в России внесли В. А. Макаренко, И. В. Подберезский, Г. Е. Рачков, Л. И. Шкарбан, а также один из отцов-основателей российского востоковедения и исследований Юго-Восточной Азии А.А. Губер.
А. А. Губер исследовал Юго-Восточную Азию в целом, но его также принято считать одним из первых филиппинистов СССР. Защитив кандидатскую работу по теме «Филиппинская Республика и американский империализм. 1896—1898», Губеру удалось разжечь определённых интерес к этой стране, её культуре и прочим аспектам не только в пределах Института стран Азии и Африки МГУ имени М. В. Ломоносова, но и в других востоковедческих центрах России.
На сегодняшний день Филиппины, как развивающееся государство с уникальной культурой, является объектом изучения филиппинистов по всему миру. В России филиппинистское отделение активно функционирует в пределах ИСАА МГУ: изучается язык, проводятся конференции, посвящённые Филиппинам и их социально-экономическому и историческому развитию, проводятся стажировки и обменные программы, проходят встречи для обмена знаниями, а студенты непосредственно из Филиппин выступают с докладами на других научных мероприятиях учебного заведения. В 2024 году в ИСАА МГУ было набрано новое поколение студентов-филиппинистов, обучающихся по форме бакалавриата.

## Филиппинистика в мире
Мировые специалисты по филиппинологии или филиппиноведению называются филиппинологами или филиппиноведами (исп. Filipinologista) (тагальск. Pilipinolohista); буквально «специалисты по филиппинской культуре».
Среди других выдающихся филиппинистов — Уильям Генри Скотт, Х. Бретт Меленди Фердинанд Блюментритт, и Абрахам Ван Хейнинген Хартендорп.
Цели изучения филиппинистики, согласно зарубежным данным, включают в себя понимание, оценку и критическое осмысление Филиппин с помощью изучения филиппинской истории, современных проблем филиппинского общества и других гуманитарных дисциплин, таких как филиппинская философия, филиппинская музыка, филиппинское искусство, филиппинская литература и филиппинский танец. Изучение филиппинских гуманитарных дисциплин посредством изучения литературных произведений, музыкальных записей, просмотра фильмов и экскурсий способствует развитию культурной восприимчивости, научного интереса и эстетического чувства.
Филиппинские исследования распространяются на изучение вклада лиц филиппинского происхождения в новые условия и культуру (например, филиппинцев из-за рубежа в другие страны). Помимо предоставления образования и повышения осведомленности о Филиппинах, филиппинология направлена на то, чтобы студенты, изучающие Филиппины, узнали об этнической идентичности филиппинцев, познакомившись с филиппинской культурой.

## Научные центры филиппинистики в России
- Институт стран Азии и Африки МГУ;
- Институт востоковедения РАН;
- Восточный факультет СПбГУ.